# 석적고등학교
석적고등학교(石積高等學校)는 대한민국 경상북도 칠곡군 석적읍 중리에 있는 공립 고등학교이다.

## 학교 연혁
- 2011년 9월 23일 : 석적고등학교 25학급 설립 인가
- 2013년 2월 25일 : 석적고등학교 준공 검사 완료
- 2013년 3월 1일 : 초대 김영민 교장 취임
- 2013년 7월 15일 : 자율학교 지정
- 2014년 1월 18일 : 생활관 花山義智園 준공검사 완료(100석 규모)
- 2014년 3월 1일 : 교육부요청 도지정 경제교육 연구학교 운영(2년간)
- 2015년 3월 1일 : 선진형 교과교실제 실시
- 2016년 2월 16일 : 제1회 졸업식(234명)
- 2017년 3월 1일 : 교육부요청 도지정 SW교육 연구학교 운영(2년간)
- 2020년 3월 1일 : 자율학교 재지정(3년)
- 2020년 9월 1일 : 특수교육교실 및 동아리실 증축
- 2021년 9월 1일 : 제5대 박병욱 교장 취임
- 2023년 3월 1일 : 인공지능(AI)교육 선도학교 운영(1년)
- 2024년 2월 8일 : 제9회 졸업식(185명, 누계 1,931명)
- 2024년 3월 4일 : 2024학년도 입학식(197명)

## 참고 자료
- 석적고등학교 - 한국교육학술정보원 학교알리미